# Pruchnik
Pruchnik (dawniej również Próchnik) – miasto w Polsce, w województwie podkarpackim, w powiecie jarosławskim, siedziba gminy miejsko-wiejskiej Pruchnik. Leży w historycznej ziemi przemyskiej.
Według danych GUS z 1 stycznia 2024 r. miasto liczyło 3625 mieszkańców, będąc 35. najludniejszym miastem w województwie.

## Położenie geograficzne
Miasto leży nad rzeką Mleczką, na południowych krańcach powiatu jarosławskiego, przy drodze z Rzeszowa do Przemyśla. Miejscowość zabytkowa – charakterystyczne drewniane domy z podcieniami.
Okolica – tereny typowo rolnicze, krajobraz pagórkowaty, słabo zalesiony, od południa widoczne trochę wyższe, zalesione wzniesienia Pogórza Dynowskiego.
W mieście funkcjonuje układ ulic z dużym rynkiem oraz nieformalny podział na Pruchnik-Miasto, Pruchnik Dolny i Pruchnik Górny (dwa ostatnie określane jako Pruchnik-Wieś).

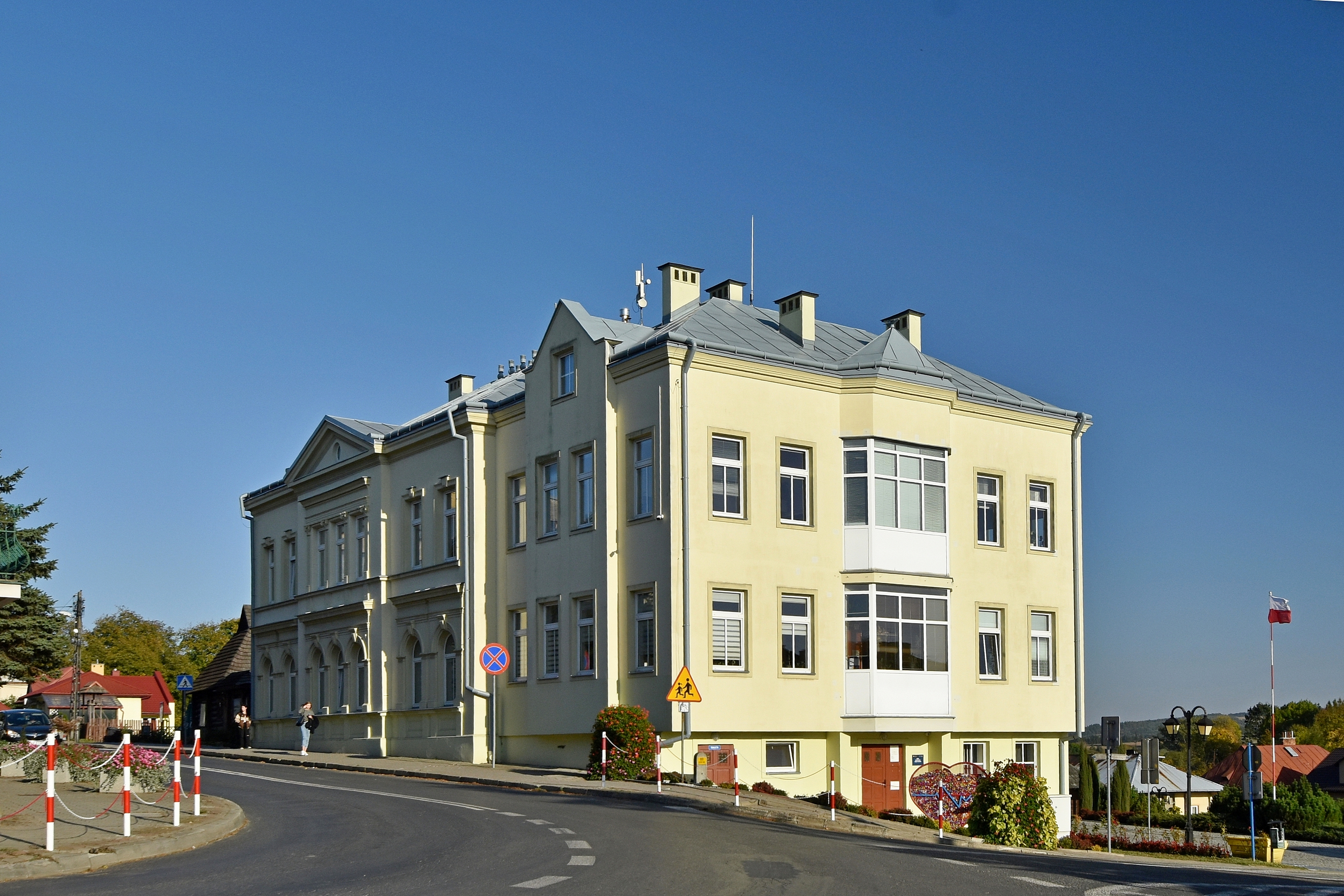
Ratusz
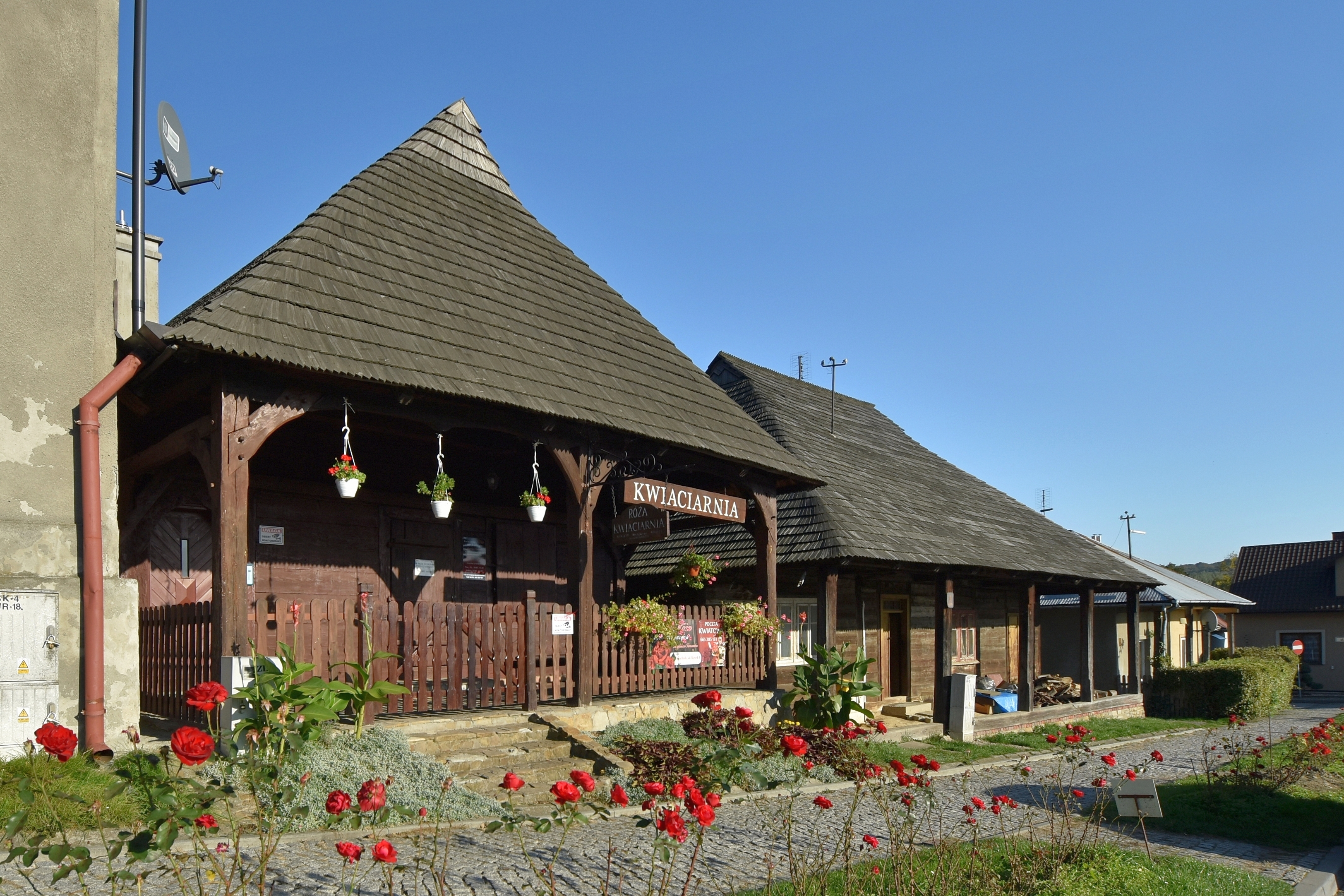
Rynek, zabudowa drewniana
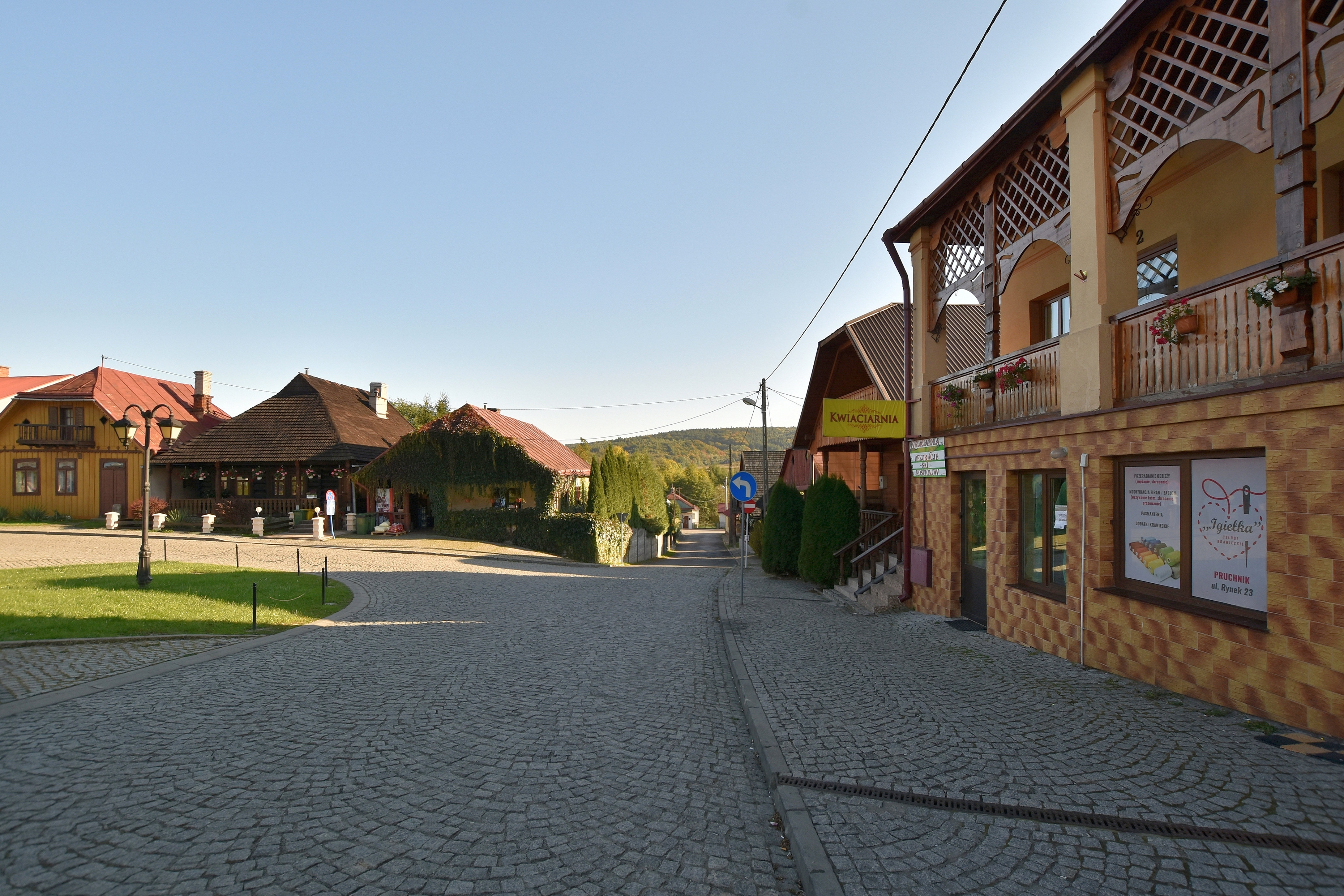
Rynek, pierzeja zachodnia

## Historia

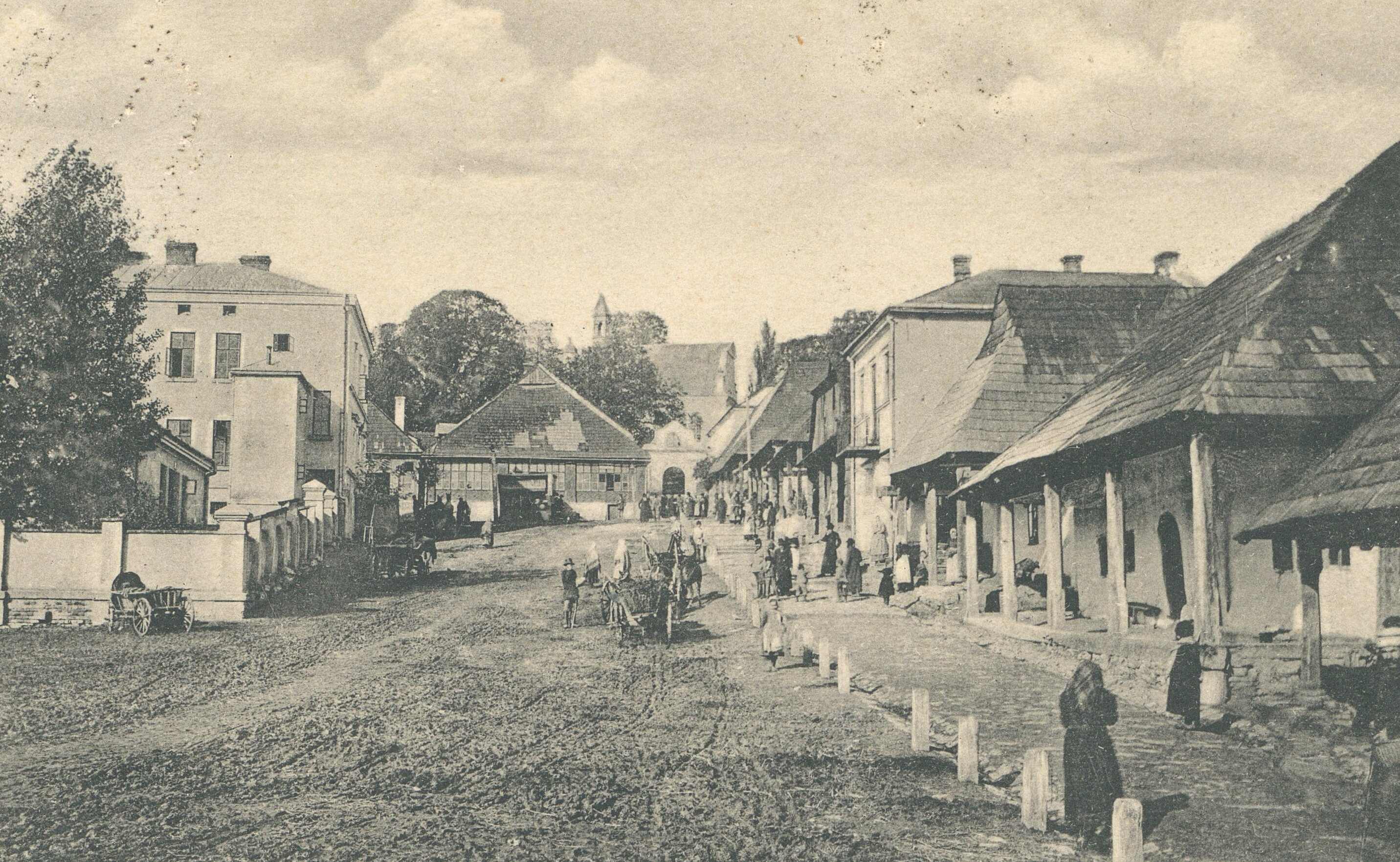
Rynek, przed 1912

Prywatne miasto szlacheckie lokowane w 1436 położone było w województwie ruskim.
Od XVI wieku wzmiankowana jest obecność Żydów w Pruchniku. W 1744 istniał tu żydowski dom modlitwy. W latach 60. XIX wieku założono gminę wyznaniową. W 1831 w miejscowości żyło 3474 katolików i 239 Żydów, w 1869 – 2920 katolików i 700 Żydów, w 1886 – 5301 katolików i 957 Żydów, w 1897 – 6066 katolików i 3000 Żydów, w 1909 – 5286 katolików i 504 Żydów, w 1928 – 7695 katolików i 1090 Żydów. W listopadzie 1918 doszło w Pruchniku do zajść antysemickich (chłopi m.in. rabowali i niszczyli sklepy żydowskie), które zostały opanowane przez policję i wojsko.
W listopadzie 1939 (podczas okupacji hitlerowskiej) z inicjatywy ukraińskiego adwokata Harasimowa, burmistrza z nadania okupanta, około 100 rodzin żydowskich wypędzono za San. Władze sowieckie nie wpuściły ich na tereny okupowane przez ZSRR i po dwóch tygodniach wrócili. W sierpniu 1942 Niemcy deportowali Żydów z Pruchnika do getta w Birczy, a potem rozstrzelali ich w lasach w Wólce Pełkińskiej. Część z nich Niemcy wyprowadzili na cmentarz katolicki w Pruchniku i rozstrzelali. Po wojnie na miejscu ich śmierci umieszczono głaz na postumencie z napisem „Na tych polach w latach 1942–1943 hitlerowscy zbrodniarze zamordowali 67 osób narodowości żydowskiej. Pruchnik – wrzesień 1969”. Podczas okupacji hitlerowskiej, w grudniu 1940 roku Niemcy utworzyli getto dla żydowskich mieszkańców. Przebywało w nim około 600 Żydów. 5 lipca 1942 roku pozostawieni przez Niemców przy życiu Żydzi trafili do obozu przejściowego w Pełkiniach albo do obozu zagłady w Bełżcu. W mieście zachował się zdewastowany cmentarz żydowski.
Po walkach z okupacyjnymi wojskami niemieckimi miasto zostało zajęte przez wojska radzieckie 27 lipca 1944.
W latach 1954-1972 wieś była siedzibą gromady Pruchnik. W latach 1975–1998 leżał w województwie przemyskim.
1 stycznia 2011 Pruchnik odzyskał prawa miejskie.

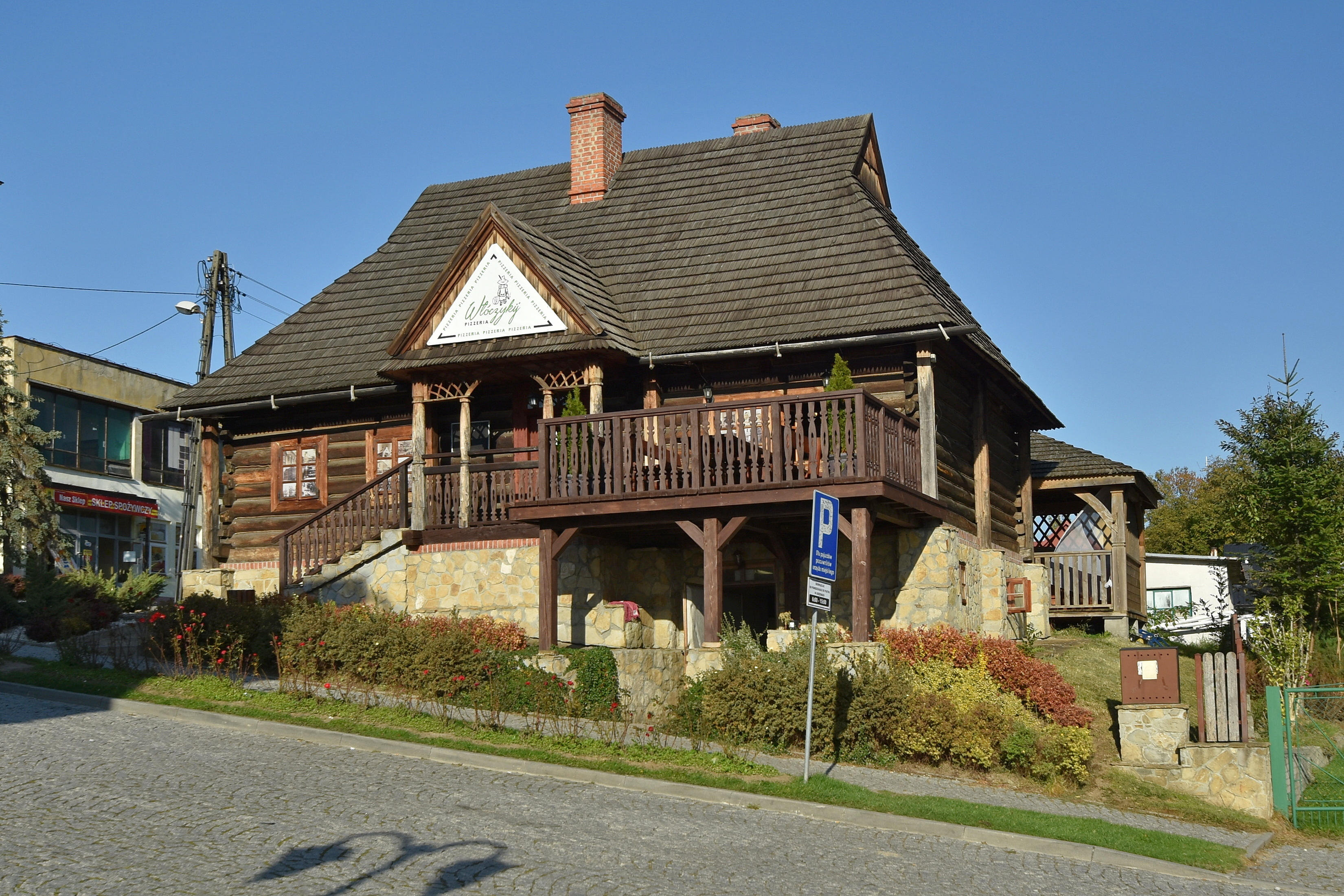
Rynek, dom drewniany (karczma)
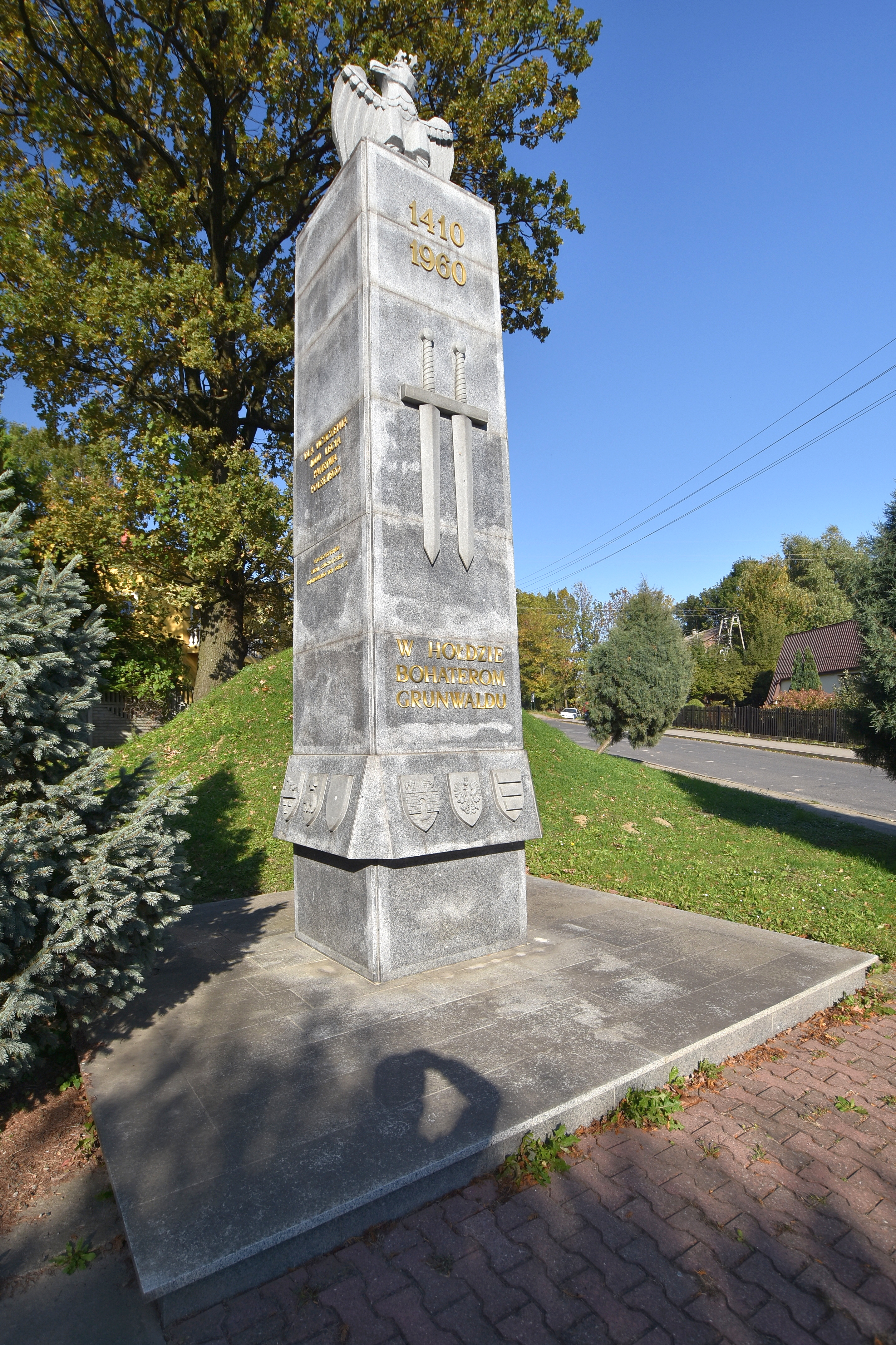
Pomnik
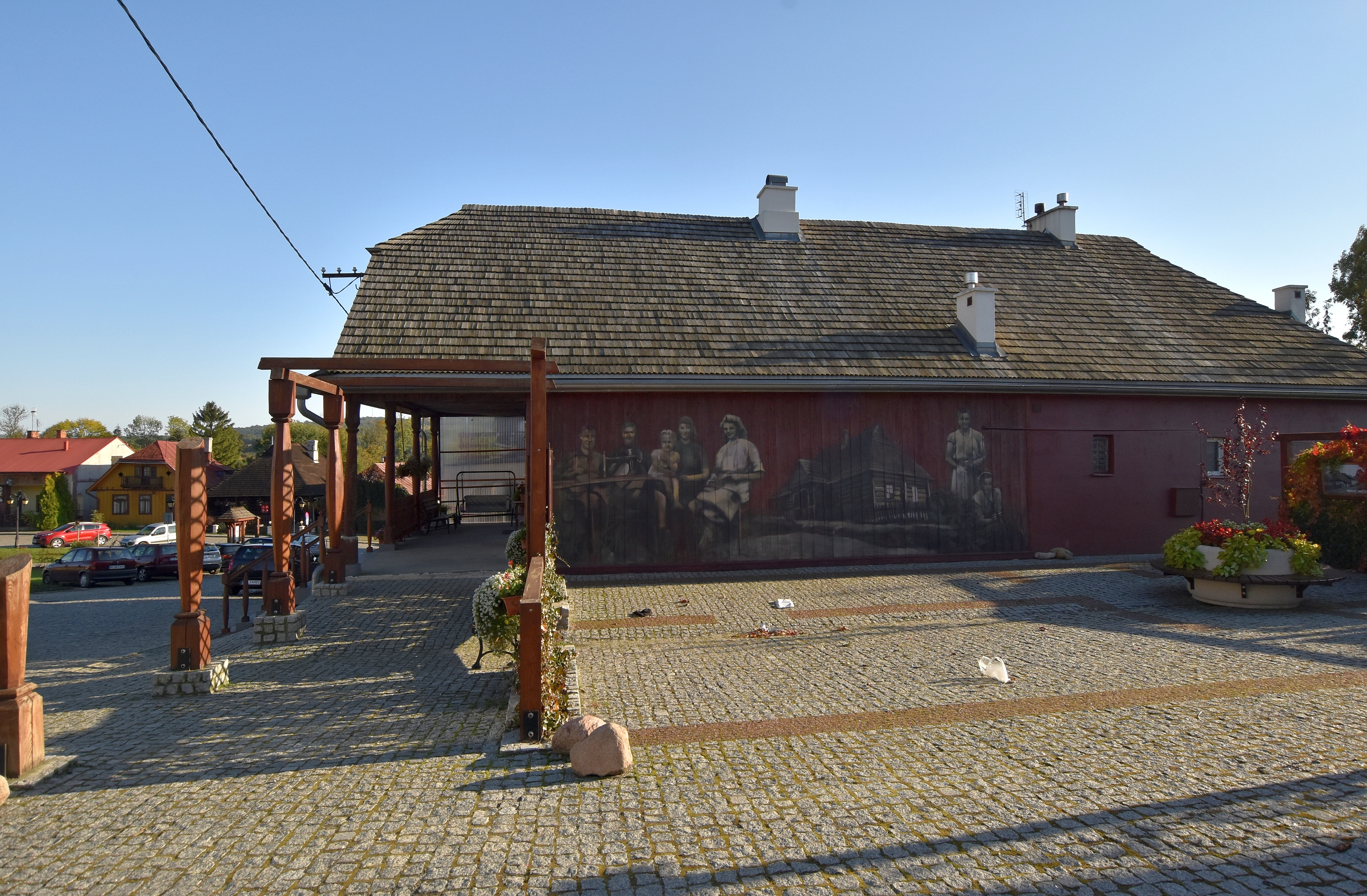
Rynek, dom drewniany z muralem Arkadiusza Andrejkowa

## Transport
- 880 Droga wojewódzka nr 880: Jarosław – Pruchnik
- 881 Droga wojewódzka nr 881: Sokołów Małopolski – Łańcut – Kańczuga – Pruchnik – Żurawica

## Architektura
Centrum zachowało oryginalny układ przestrzenny ukształtowany zapewne jeszcze w czasach lokacji miasta, z rynkiem i wybiegającymi zeń kilkoma uliczkami. Z mocno przetrzebionej, typowej małomiasteczkowej zabudowy drewnianej zachowało się ok. 40 budynków w większości z charakterystycznymi podcieniami, będących niegdyś jednocześnie miejscem zamieszkiwania, warsztatem rzemieślniczym i punktem handlu. Część z nich została odnowiona. Najstarsze pochodzą z XVIII wieku.

## Demografia
Piramida wieku mieszkańców Pruchnika w 2014 roku.

## Wspólnoty wyznaniowe
- Kościół rzymskokatolicki (dekanat Pruchnik):
  - parafia św. Mikołaja Biskupa (kościół św. Mikołaja Biskupa)
- Kościół greckokatolicki:
  - cerkiew Zaśnięcia Matki Bożej
- cmentarz żydowski

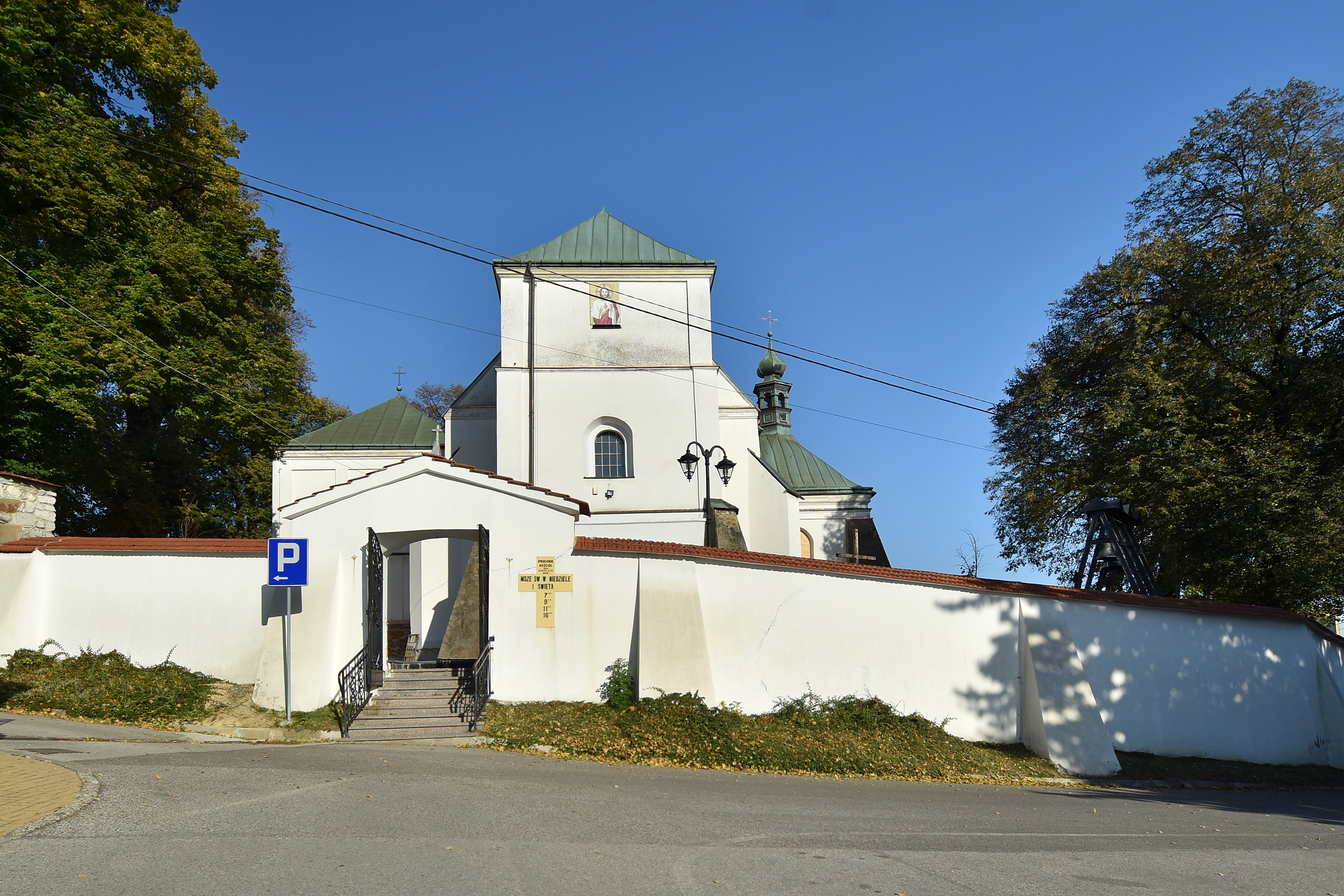
Zabytkowy kościół parafialny
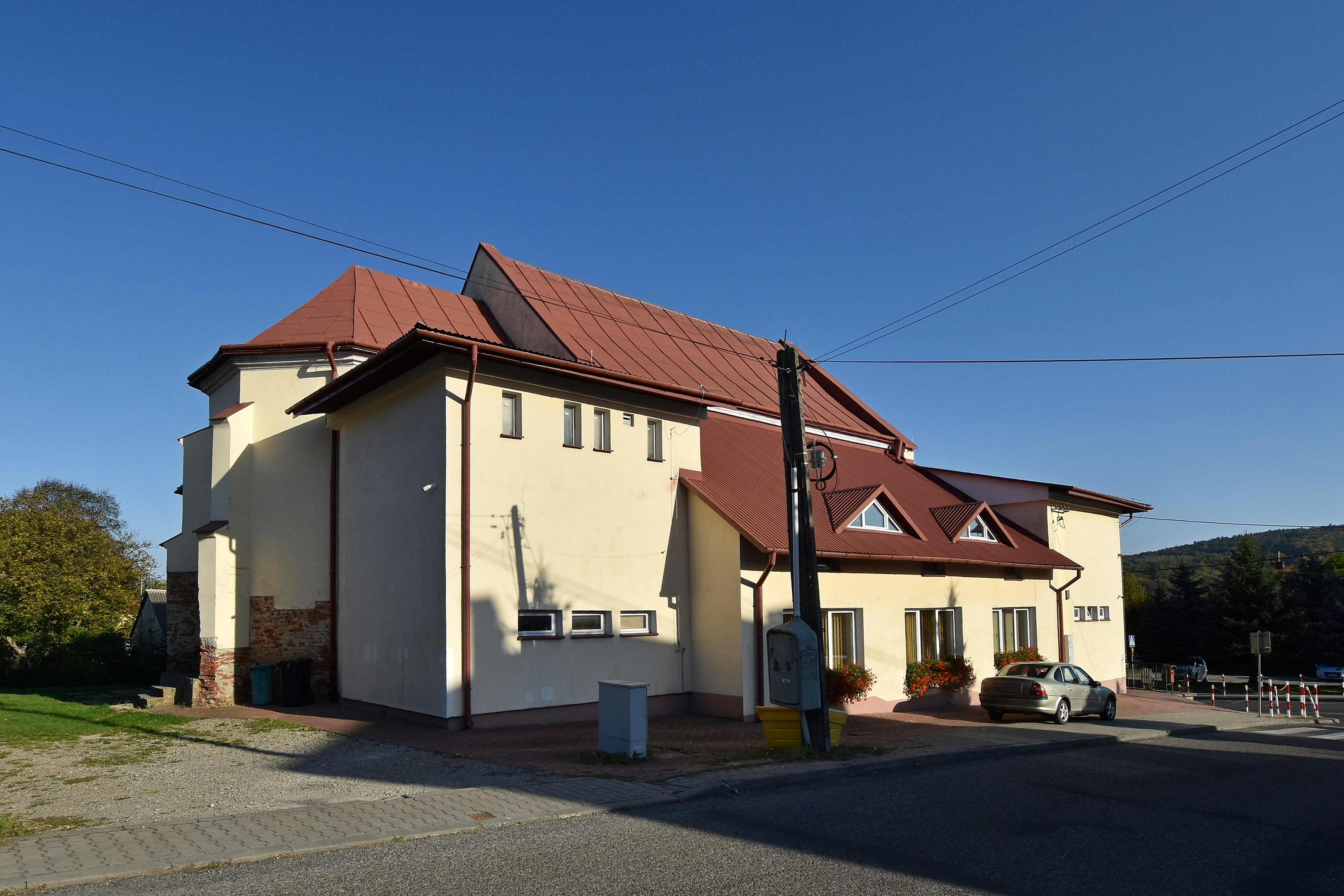
Dawna cerkiew, obecnie dom kultury
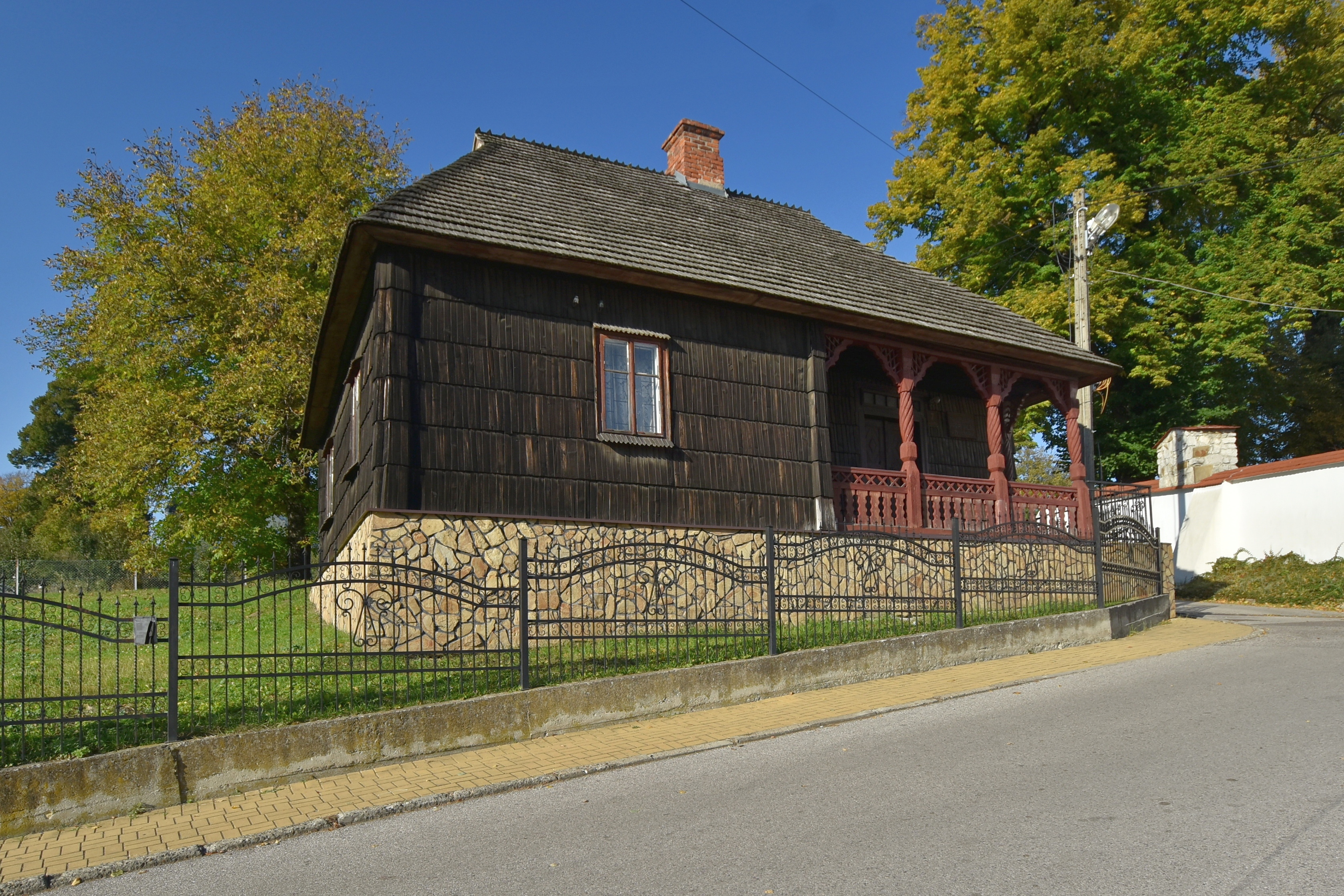
Muzeum parafialne

## Kultura
- Muzeum Parafialne w Pruchniku

W 2017 na terenie miasta Jan Jakub Kolski nagrywał film Ułaskawienie. Lokalizacja została wybrana ze względu na to, że film powstawał dzięki wsparciu finansowemu województwa podkarpackiego i Gminy Miasta Rzeszów w ramach Podkarpackiego Regionalnego Funduszu Filmowego.
Tradycyjną praktyką związaną z obchodami świąt wielkanocnych było w Pruchniku palenie i topienie kukły Judasza. Ta sporządzona w 2019 roku zdaniem wielu obserwatorów miała stereotypowe cechy ortodoksyjnego Żyda, co wzbudziło protesty środowisk żydowskich. „Judasz” był zawieszony na słupie w nocy z Wielkiego Czwartku na Wielki Piątek. Następnego dnia kukła została przeniesiona pod kościół. Doszło wówczas do „sądu nad Judaszem”, który polegał na uderzaniu kukły kijem za każdego srebrnika, którego Judasz otrzymał za wydanie Chrystusa. W biciu kukły uczestniczyły dzieci zachęcane przez dorosłych. Po „sądzie” kukłę zaniesiono nad rzekę. Odcięto głowę, a tułów podpalono i wrzucono do wody. Wznowiony, po kilkunastu latach przerwy, wielkanocny rytuał „sądu nad Judaszem”, podczas którego jako zachęta do bicia padały okrzyki wrogie Żydom, został uznany za antysemicki i potępiony przez Światowy Kongres Żydów, Episkopat Polski oraz Ministra Spraw Wewnętrznych i Administracji.

## Sport
W miejscowości działa klub piłki nożnej – Start Pruchnik. Po raz drugi w historii, w sezonie 2019/2020 klub wystąpił w IV lidze podkarpackiej.